# Finanțe descentralizate

## Schimburi descentralizate

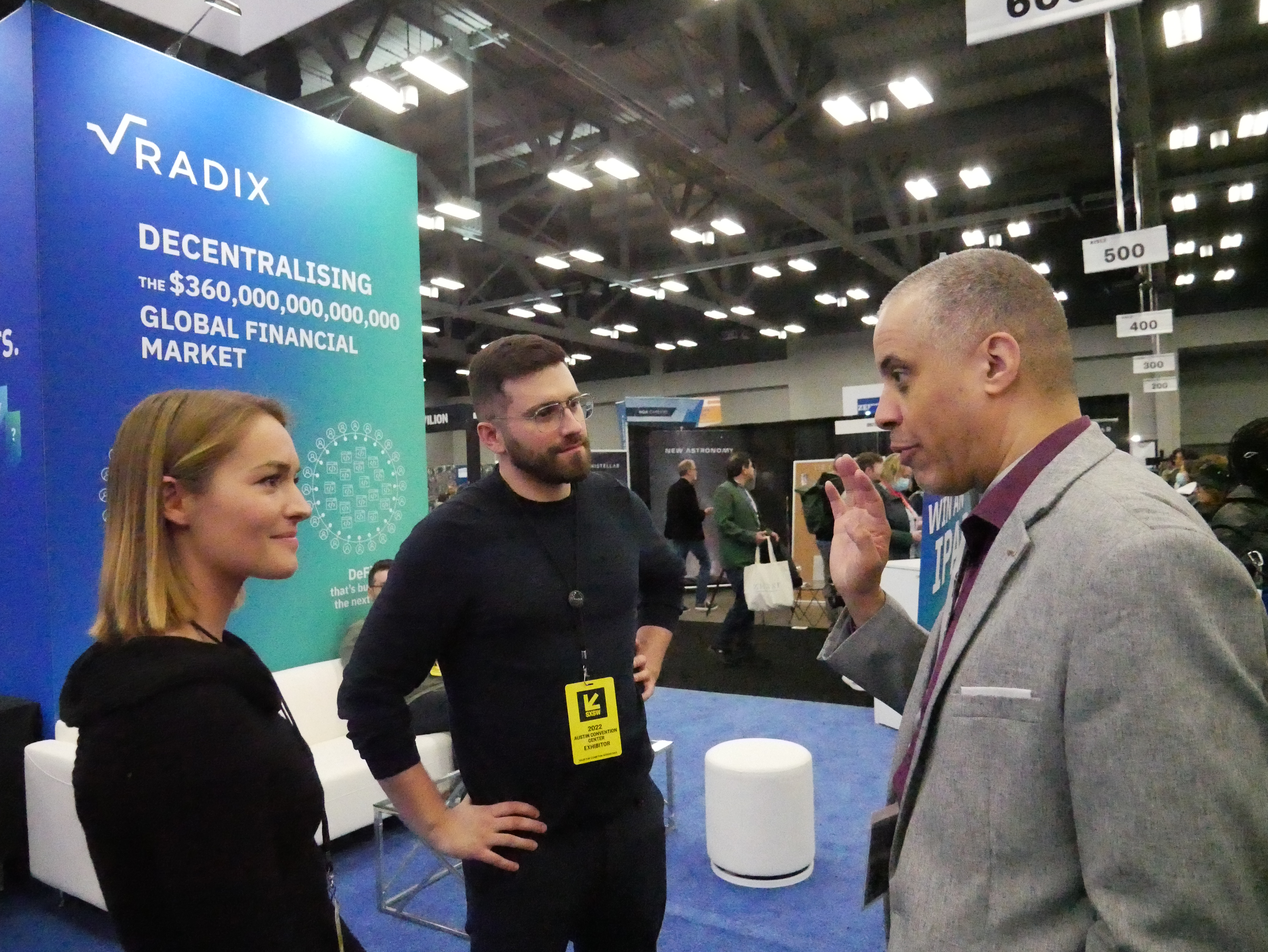
SXSW 2022 - Larry Sharpe at Radix booth

Schimburile descentralizate (en.Decentralized exchanges - DEX) sunt un tip de schimb de criptomonede care permite efectuarea tranzacțiilor directe de la o persoana la alta fără a fi nevoie de un intermediar. 
În tranzacțiile efectuate prin schimburi descentralizate, entitățile tipice terțe care ar supraveghea în mod normal securitatea și transferul activelor (de exemplu, bănci, brokeri de valori, modalitati de plată online, instituții guvernamentale etc.) sunt înlocuite cu un blockchain sau un registru distribuit . Unele metode obișnuite de operare includ utilizarea de contracte inteligente sau retransmiterea registrului de comenzi, deși sunt posibile multe alte variații și cu grade diferite de descentralizare . 
Deoarece comercianții de pe o bursă descentralizată de multe ori nu trebuie să își transfere activele la bursă înainte de a executa o tranzacție, schimburile descentralizate reduc riscul de furt din cauza piratarii burselor , dar furnizorii de lichidități trebuie să transfere jetoane(token-uri) către bursa descentralizată. Bursele descentralizate pot preveni, de asemenea, manipularea prețurilor sau volumul de tranzacționare fals prin tranzacționare de tip wash(spalare) și sunt mai anonime decât schimburile care implementează cerințele cunoașterii clienților (KYC).
Există unele semne că bursele descentralizate au suferit din cauza volumelor scăzute de tranzacționare și a lichidității pieței .  Proiectul 0x, un protocol pentru construirea de schimburi descentralizate cu lichidități interschimbabile încearcă să rezolve această problemă.